# Myślęta
Myślęta (deutsch Meischlitz) ist ein Dorf in der polnischen Woiwodschaft Ermland-Masuren und gehört zur Gmina Działdowo (Landgemeinde Soldau) im Powiat Działdowski (Kreis Soldau).

## Geographische Lage
Myślęta liegt im Südwesten der Woiwodschaft Ermland-Masuren, 24 Kilometer westlich der früheren Kreisstadt Neidenburg (polnisch Nidzica) bzw. zwölf Kilometer nordwestlich der heutigen Kreismetropole Działdowo (deutsch Soldau i. Ostpr.).

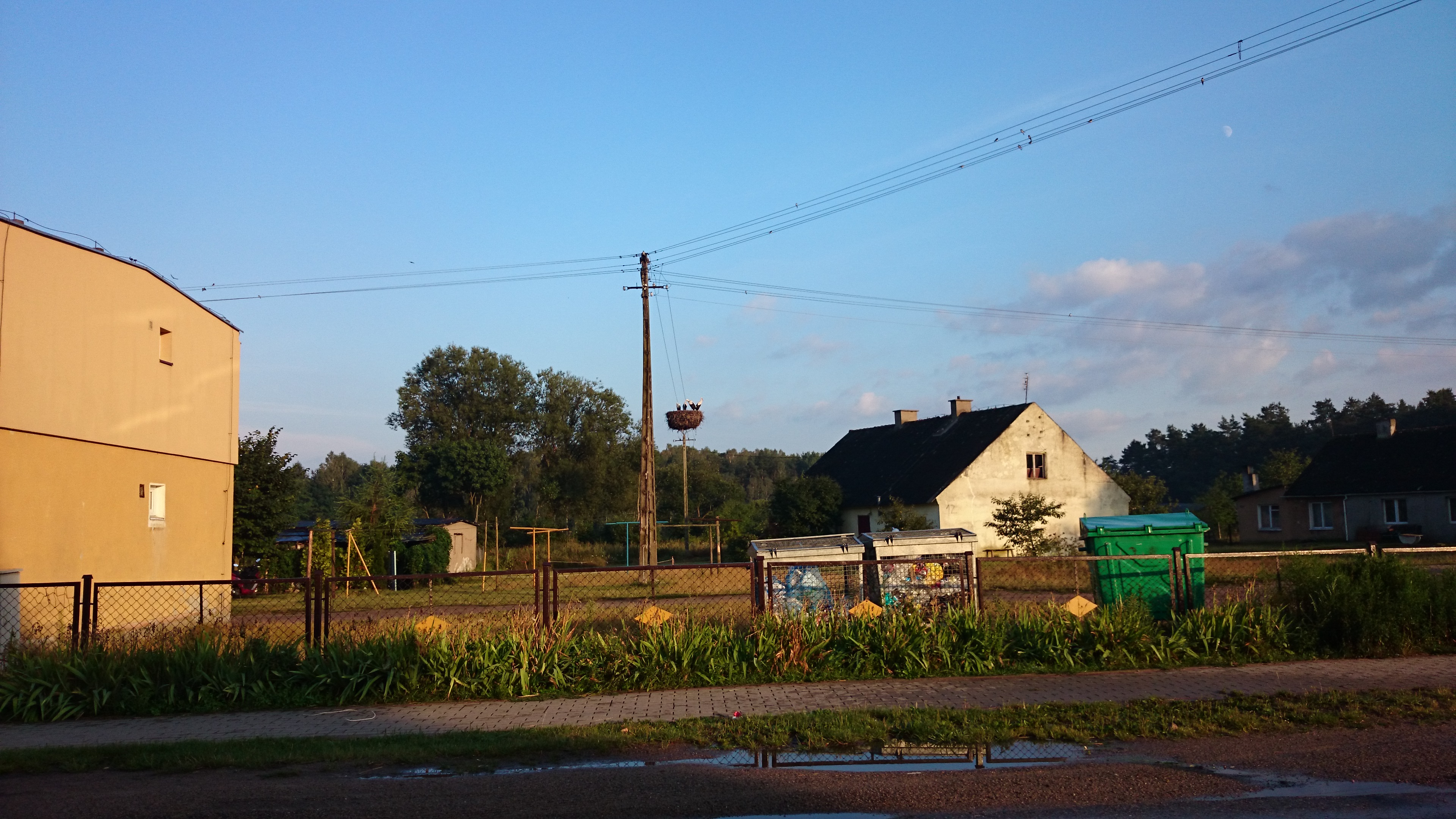
Anwesen mit Storchennest in Myślęta

## Geschichte
Das Gründungsjahr des Gutsdorfs Meischlitz liegt vor 1544. Als 1874 der Amtsbezirk Usdau (polnisch Uzdowo) im ostpreußischen Kreis Neidenburg errichtet wurde, wurde Meischlitz eingegliedert. Im Jahre 1910 zählte das Dorf mit seiner Ortschaft Fichtenwalde (polnisch Drzazgi) 183 Einwohner.
Als im Soldauer Gebiet gelegen wurde Meischlitz mit dem Amtsbezirks Usdau gemäß den Bestimmungen des Versailler Vertrags am 10. Januar 1920 an Polen abgetreten und als „Myślęta“ nach Uzdowo eingemeindet. Aus den Dörfern des Usdauer Amtsbezirks wurde am 1. August 1934 die polnische Landgemeinde Filice gebildet, die am 26. Oktober 1939 zum Deutschen Reich kam, in „Fylitz“ umbenannt und am 1. April 1940 in den deutschen „Amtsbezirk Tauersee“ (polnisch Turza Wielka) umbenannt wurde.
In Kriegsfolge wurde 1945 das gesamte südliche Ostpreußen an Polen überstellt, so auch Meischlitz, das nun wieder als „Myślęta“ bezeichnet. Mit dem Sitz eines Schulzenamts (polnisch Sołectwo) ist das Dorf heute eine Ortschaft im Verbund der Gmina Działdowo (Landgemeinde Soldau) im Powiat Działdowski (Kreis Soldau), bis 1998 der Woiwodschaft Ciechanów, seither der Woiwodschaft Ermland-Masuren zugehörig.

## Kirche
Vor 1945 war Meischlitz resp. Myślęta in die evangelische Kirche Usdau (polnisch Uzdowo) in der Kirchenprovinz Ostpreußen der Kirche der Altpreußischen Union bzw. in der Diözese Działdowo der Unierten Evangelischen Kirche in Polen, außerdem in die römisch-katholische Kirche Groß Przellenk (polnisch Przełęk) eingepfarrt. Heute gehört Myślęta zur evangelischen Erlöserkirche Działdowo in der Diözese Masuren der Evangelisch-Augsburgischen Kirche in Polen bzw. zur katholischen Pfarrei Turza Wielka (Groß Tauersee) – und deren näher gelegenen Filialkirche Uzdowo – im Dekanat Działdowo, Region Brodnica (Strasburg), im Bistum Toruń (Thorn).

## Verkehr
Myślęta liegt an der verkehrstechnisch bedeutenden Woiwodschaftsstraße 538, die die Woiwodschaft Kujawien-Pommern mit der masurischen Kreisstadt Nidzica an der Schnellstraße 7 verbindet. Die von Brzeźno Mazurskie (Bergling) über Grzybiny ((Groß) Grieben) führende Nebenstraße 1263N endet in Myślęta.
Die nächste Bahnstation ist Gralewo (Grallau) an der Linie 9 der Polnischen Staatsbahn (PKP) Danzig–Warschau.